# Mimagoniates
Mimagoniates is een geslacht van straalvinnige vissen uit de familie van de karperzalmen (Characidae).

## Soorten
- Mimagoniates barberi Regan, 1907
- Mimagoniates inequalis (Eigenmann, 1911)
- Mimagoniates lateralis (Nichols, 1913)
- Mimagoniates microlepis (Steindachner, 1876)
- Mimagoniates pulcher Menezes & Weitzman, 2009
- Mimagoniates rheocharis Menezes & Weitzman, 1990
- Mimagoniates sylvicola Menezes & Weitzman, 1990